# 蘭谿市
蘭谿市（らんけい-し）は中華人民共和国浙江省に位置する省直轄の県級市であり、しばらくの間、金華市の代理管轄下に置かれている。

## 歴史
674年（咸亨5年）、唐朝により蘭渓県が設置された。1295年（元貞元年）、蘭渓州に改編されたが、1370年（洪武3年）に再度県と改められた際に蘭谿県と改称された。1933年に蘭谿県が実験県とされたが、1937年に一般県に変更された。中華人民共和国成立後、1949年11月に蘭谿県の一部が分立して蘭谿市を設置されたが、翌年蘭谿市が蘭谿県に編入された。1985年6月に県級市に改編され現在に至る。
平凡社東洋文庫「中国昔話集」の"鳳凰の池の話"でも龍の伝説の伝えられる場所とされる。

## 行政区画
- 街道：蘭江街道、雲山街道、永昌街道、赤渓街道、女埠街道、上華街道
- 鎮：游埠鎮、諸葛鎮、黄店鎮、香渓鎮、馬澗鎮、梅江鎮、横渓鎮
- 郷：霊洞郷、柏社郷
- 民族郷：水亭シェ族郷

## 出身者
- 胡應麟 - 明の学者
- 陳薇 - 疫学者